# 배승길
배승길(1985년 1월 11일 ~ )은 대한민국의 뮤지컬 배우이다.

## 학력
- 경희대학교 연극영화학과

## 진행 프로그램
- 2011년 ~ 2013년 EBS 방귀대장 뿡뿡이 (MC 짜잔형역)

## 뮤지컬
- 2017년 비스티 - 알렉스 역
- 2016년 빨래 - 솔롱고 역
- 2016년 비스티
- 2016년 천사에 관하여 - 발렌티노 역
- 2015년 공동경비구역 JSA - 남성식 일병 역
- 2015년 투가이스쇼
- 2015년 뮤지컬토크콘서트 Who Am I 21
- 2014년 미오 프라텔로 - 리차드 역
- 2013년 프라미스 - 무전병 역
- 2011년 수상한 흥신소 - 오상우 역
- 2010년 빨래 - 솔롱고 역
- 2010년 굿모닝 러브타운 - 윌리 역
- 2009년 판타스틱스 - 마트 역
- 2009년 빨래 - 솔롱고 역
- 2009년 사춘기
- 2008년 달고나 - 태한 역
- 2008년 폴라로이드 - 강정호 역
- 2008년 찬스 - 사무관 에띠엔느 역
- 2008년 라디오스타
- 2007년 찬스 - 사무관 에띠엔느 역
- 2007년 위대한 캣츠비 Season1 - 캣츠비 역
- 2006년 판타스틱스 - 마트 역
- 2006년 우리동네
- 2005년 그리스 - 로저 역